# Aglomerante
Um aglomerante, aglutinante ou ligante é um material geralmente pulverulento que tem a finalidade de aglutinação de outros materiais (agregados), influenciando, desta forma, a resistência do material resultante. Um aglomerante, em contato com água, forma uma pasta, a qual é moldável e maleável, permitindo o fácil manuseamento do material. Ao se juntar areia a essa pasta, forma-se uma argamassa que, depois de seca, se torna rígida e resistente. Se, à argamassa, se juntar brita, está-se perante um material chamado "concreto" ou "betão".

## Tipos

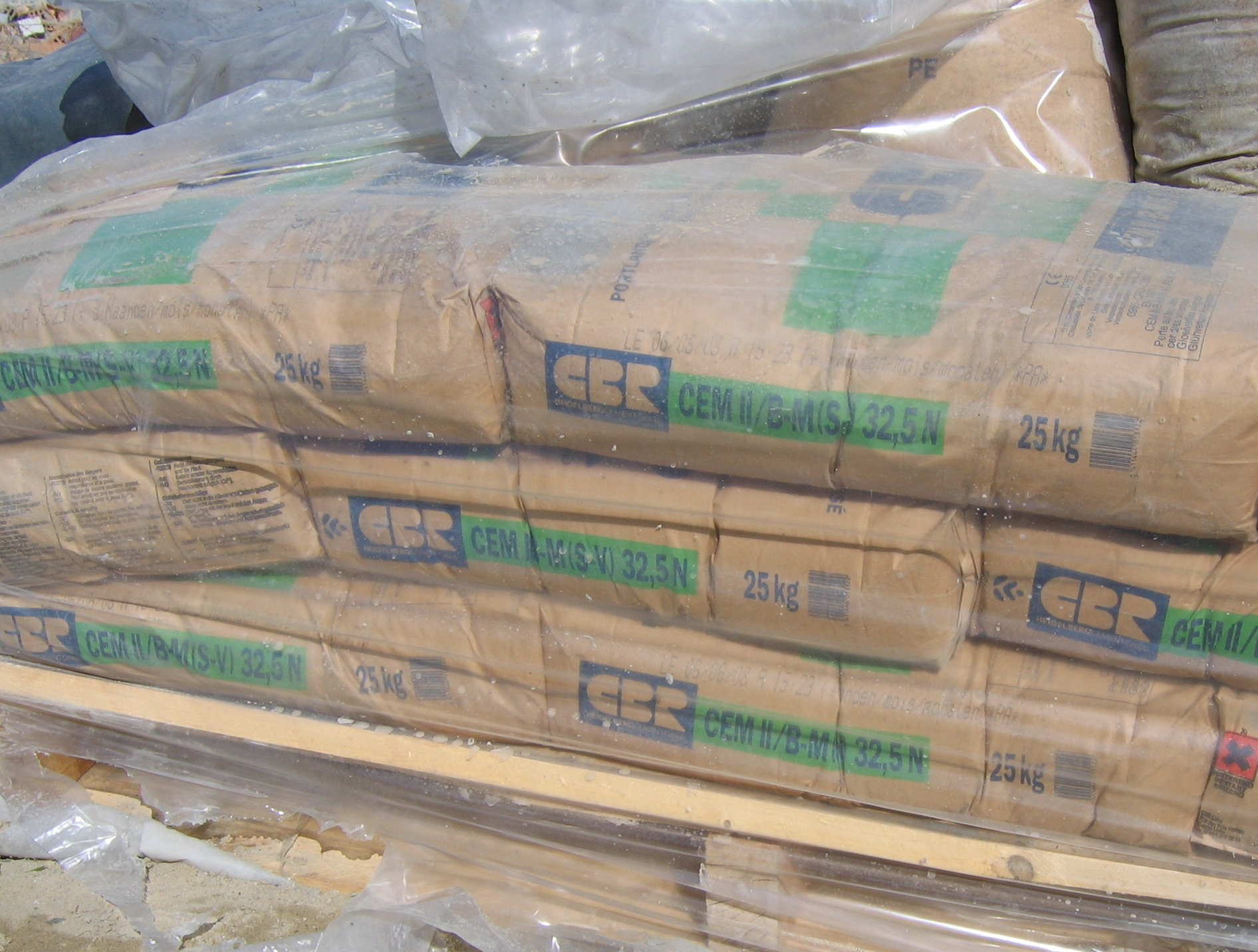
Cimento, um ligante inorgânico.

Existem vários tipos de aglomerantes, tanto relativamente à sua origem, como à forma como fazem presa.

### Aglomerantes inorgânicos
- Aglomerantes aéreos (que fazem presa em contacto com o ar)
  - gesso
  - cal aérea

- Aglomerantes hidráulicos são materiais pulverulentos (pó fino) que, misturados com água, formam uma pasta capaz de endurecer por secagem natural, ou seja, provocam reação química que libera calor. Estes resistem satisfatoriamente à ação dissolvente da água.
  - cal hidráulica
  - cimento Portland

### Aglomerantes poliméricos
São os aglomerantes que têm reação devido à polimerização de uma matriz.
- resina epoxídica
- resina acrílica
- cola
- mástique

- betuminosos
  - alcatrão
  - asfalto
  - derivados da destilação do petróleo